# Marseille Grand Littoral
Marseille Grand Littoral est un centre commercial situé dans les quartiers nord de Marseille, à la limite des 15e et 16e arrondissements de la ville (quartiers de La Viste et Saint-Henri).
Avec près de 120 000 m2 de surface commerciale, il est le 7e plus grand centre commercial de France et le plus grand de la région Provence-Alpes-Côte d'Azur.

## Histoire
Ouvert le 28 octobre 1996 avec plus de 185 boutiques à son ouverture et un hypermarché Continent de 16 000 m2 (à l'époque le plus grand de l'enseigne) devenu Carrefour depuis 1999 après la fusion des deux enseignes.

### Sol instable
Construit sur une ancienne carrière d'argile et confronté à des mouvements de son sous-sol, le centre commercial a dû pendant plusieurs années condamner l'accès, pour raisons de sécurité, à une aile entière de son bâtiment, laquelle rouvre progressivement depuis fin 2006. Le complexe cinématographique a lui aussi fermé peu après l'ouverture pour les mêmes raisons et est détruit en 2002.
Cette réouverture fera suite à diverses opérations de restructuration menées par Corio pour moderniser et redynamiser le centre commercial, comme l'arrivée de plusieurs enseignes ou la construction d'une salle de sport dans les années 2010.

### Tivoli Park
En 2012 le projet de construction Tivoli Park a été annoncé, se situant en contrebas du centre et qui devrait accueillir une offre commerciale complémentaire et un nouveau multiplexe de 10 salles de cinéma.

## Enseignes

### Actuelles
Le centre commercial comprend une galerie couverte sur 2 niveaux, dans laquelle sont implantées des succursales de grandes enseignes et de nombreux commerces (145 à ce jour)
- Coiffeur : 2

- Grands magasins & hypermarchés : 6

- Jouet : 1

- Magasins alimentaires : 4

- Maison : 3

- Modes de vie et divertissement : 4

- Santé et Beauté : 16

- Technologies : 4

- Mode : 61

- Restaurants : 15

- Services : 11

Fin 2013, Primark ouvre dans le centre sa première boutique en France sur 5 800 m2 répartis sur deux étages.

### Anciennes
Au moins une quarantaine d'enseignes ont fermé.

## Gestion
Il est géré aujourd'hui par Klépierre, qui a racheté la foncière spécialisée en centres commerciaux Corio, qui elle-même avait acheté le centre en 2008 à la Macif pour 385 millions d'euros.

## Localisation et accès
Il est implanté à proximité des autoroutes A7 et A55 et est doté de vastes parcs de stationnement sur deux niveaux avec 5 000 places de parking.